# Vernay (Frankrijk)
Vernay is een gemeente in het Franse departement Rhône (regio Auvergne-Rhône-Alpes) en telt 115 inwoners (2009). De plaats maakt deel uit van het arrondissement Villefranche-sur-Saône.

## Geografie
De oppervlakte van Vernay bedraagt 5,7 km², de bevolkingsdichtheid is dus 20,2 inwoners per km².
De onderstaande kaart toont de ligging van Vernay (Frankrijk) met de belangrijkste infrastructuur en aangrenzende gemeenten.

## Demografie
Onderstaande figuur toont het verloop van het inwonertal (bron: INSEE-tellingen).